# Luzerne Township
Luzerne Township est un township situé à l'ouest du comté de Fayette, en Pennsylvanie, aux États-Unis,. En 2010, il comptait une population de 5 965 habitants.

## Démographie
Lors du recensement de 2010, le township comptait une population de 5 965 habitants. Elle est estimée, en 2016, à 5 881 habitants.

### Source de la traduction
- (en) Cet article est partiellement ou en totalité issu de l’article de Wikipédia en anglais intitulé « Luzerne Township, Fayette County, Pennsylvania » (voir la liste des auteurs).